# Documenta 8

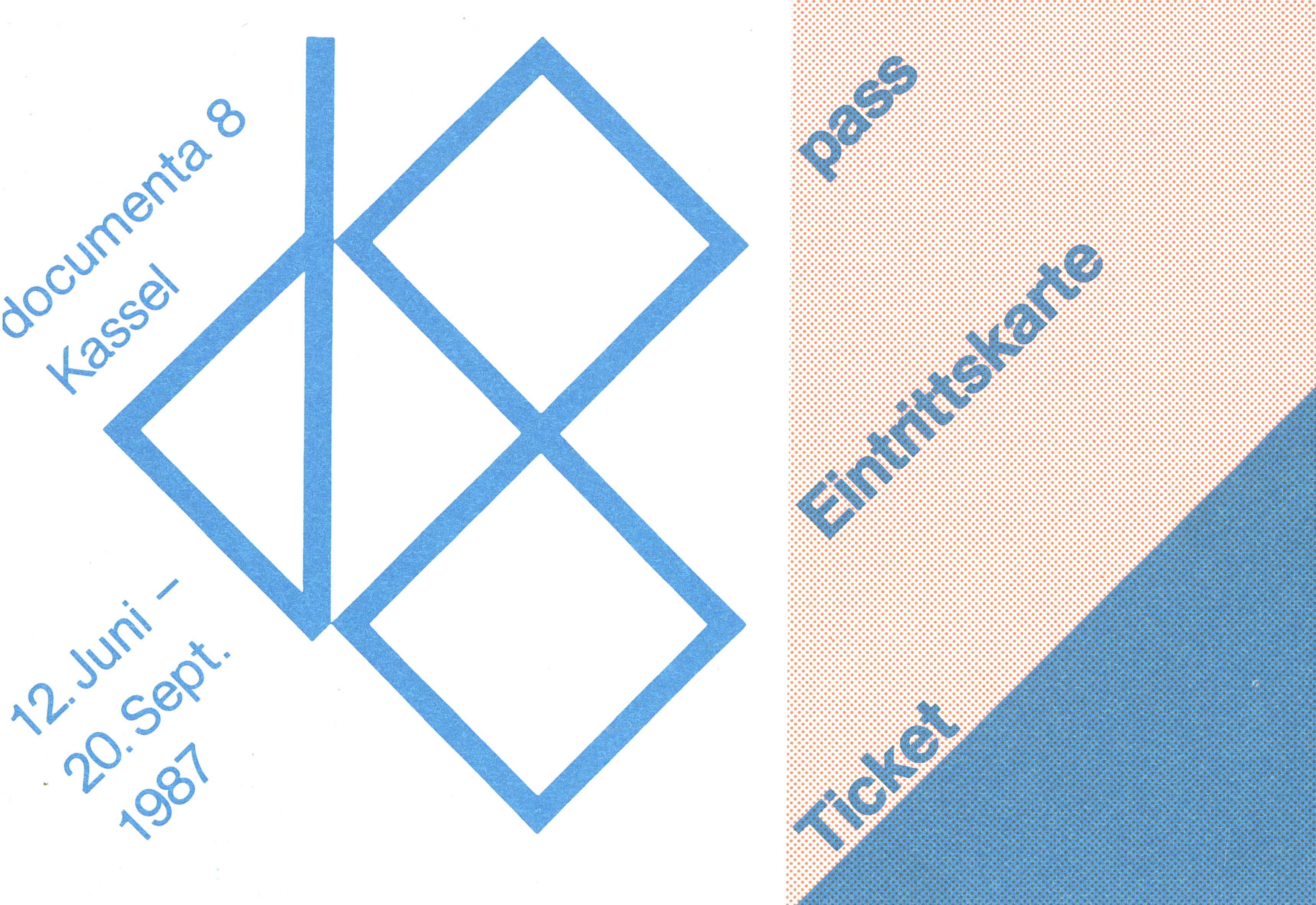
Ticket con il logo di documenta 8.

La documenta 8, mostra d'arte, ebbe luogo a Kassel dal 12 giugno al 20 settembre 1987 sotto la direzione (come la documenta 6 nel 1977) di Manfred Schneckenburger.
In origine la direzione venne affidata a Harald Szeemann (che aveva realizzato la documenta 5 nel 1972) e Edy de Wilde, ma le tensioni e le differenze tra i due curatori rese impossibile la realizzazione di un progetto comune.
I visitatori della documenta 8 furono 474.417.

## Luoghi espositivi
Museum Fridericianum, Orangerie, Karlsaue, Renthof, gesamter Stadtraum.
Molte opere erano disposte in luoghi pubblici della città.

## Artisti partecipanti
- A Marina Abramović, Adam Noidlt Intermission, Jonathan Albert, Akademia Ruchu, Terry Allan, Juan Allende-Blin, Charles Amirkhanian, Beth Anderson, Laurie Anderson, Ida Applebroog, Ron Arad, Siah Armajani, John Armleder, Antonin Artaud, Richard Artschwager, ASA, Robert Ashley, Charles Atlas, Alice Aycock,
- B Hugo Ball, Giacomo Balla, Richard Baquie, John La Barbara, Klarenz Barlow, Francois Bauchet, Jürgen Becker, Max Bense, Luciano Berio, Barry Bermagne, Joseph Beuys, Lapo Binazzi, Dara Birnbaum, Pierre Albert Birot, Oskar Tusquets Blanca, Karl Oskar Blase, Lyn Blumenthal, Christian Boltanski, Florian Borkenhagen, Eberhard Bosslet, Andreas Brandolini, Andrea Branzi, George Brecht, Shawn Brixley, Bazon Brock, Christine Brodbeck, Klaus vom Bruch, Heinrich Brummack, Wojciech Bruszewski, Chris Burden, Emil. F. Burian, Scott Burton, Jean-Marc Bustamante, James Lee Byars
- C John Cage, Robert Cahen, Francesco Cangiullo, Monty Cantsin, Ian Carr-Harris, Joëlle de la Casiniére, Georgio Cattani, Michel Chion, Velimir Chlebnikow, Henri Chopin, Henning Christiansen, City Souvenir, Carlfriedrich Claus, Cloud Chamber, Bob Cobbing, Norman Cohn, Robin Collyer, Philip Corner, Barberio Corsetti, Tony Cragg, Heinz von Cramer, Crow Dog, Leonard + Mary, Enzo Cucchi, Alvin Curran
- D Dawn, Paolo Deganella, Fortunato Depero, Antônio Dias, Die tödliche Doris, Charles Dodge, Reinhard Döhl, Ugo Dossi, Jürgen Drescher, François Dufrêne
- E Bogomir Ecker, Nicolaus Einhorn, Ulrich Eller, Ed Emshwiller, Toshikatsu Endo, Max Ernst, Étant donnés
- F Rainer Werner Fassbinder, Luc Ferrari, Ian Hamilton Finlay, Lili Fischer, Thomas F. Fischer, Eric Fischl, Terry Flaxton, Fischli/Weiss, Bill fontana, Terry Fox, Marlies A. Franke, Gloria Friedmann
- G Rosa Galindo & Pedro Garhel, General Idea, Jochen Gerz, John Giorno, Gary Glassman, Vinko Globokar, Jean-Luc Godard, Heiner Goebbels, Ulrich Görlich, Jack Goldstein, Malcolm Goldstein, Zvi Goldstein, Leon Golub, Peter Gordon, Antony Gormley, Gorilla Tapes, Peter Greenham, Robert Grosvenor, Group Material, Glenn Gould, Ingo Günther, Brion Gysin
- H Hans Haacke, Gusztáv Hámos, Peter Handke, Sten Hanson, Ferdinand Hardekopf, Ludwig Harig, Helen Mayer-Harrison, Newton Harrison, Raoul Hausmann, Haus-Rucker-Co, RIP Hayman, Doris Sorrel Hays, Heinrich Mucken, Helmut heissenbüttel, Hans G. Helms, Pierre Henry, Albert Hien, Dick Higgins, Gary Hill, Ake Hodell, Gavin Hodge, Hans Hollein, Jenny Holzer, Nan Hoover, Toine Horvers, Madelon Hookaas, Stephan Huber, Richard Huelsenbeck, Stephan von Huene, Hans Ulrich Humpert
- I Isidore Isou, Arata Isozaki, Sanja Ivecovic
- J Alfredo Jaar, Ernst Jandl, Marcel Janko, Alfred Jarry, Sergej Jesenin, Magdalena Jetelová, Bengt Emil Johnson, Tom Johnson, Joan Jonas, Arsenije Jovanovic, Rolf Julius, Patricia Jünger
- K Mauricio Kagel, Wassily Kandinsky, Allan Kaprow, Dani Karavan, Tadashi Kawamata, Niek Kemps, Anselm Kiefer, Jürgen Klauke, Norbert Klassen, Josef Paul Kleihues, Astrid Klein, Florian Kleinefenn, Michael Klier, Monoca Klingler, Carol Ann Klonarides, Imi Knoebel, Laura Knott, Alison Knowles, Komar & Melamid, Ko nakejima, Richard Kostelanetz, Richard Kriesche, Ferdinand Kriwet, Harry de Kroon, Alaksej Krucenych, Barbara Kruger, Krypton, Christina Kubisch, Shigeko Kubota, Klaus Kumrow
- L Ilmar Labaan, Marie-Jo Lafontaine, Wolfgang Laib, Nikolaus Lang, Bertrand Lavier, Ange Leccia, Maurice Lemaître, Les Levine, Annea Lockwood, Joan Logue, Robert Longo, Arrigo Lora-Totino, Lord Chip, Alvin Lucier, Wolfgang Luy
- M Jackson McLow, Magazzini Criminali, Liz Magor, Wladimir Majakowski, Maku Idemitsu, Kasimir Malewic, Stephan Mallarmé, Chris Mann, Raoul Marek, Filippo T. Marinetti, Javier Mariscal, Stuart Marshall, Dalibor Martinis, Friederike Mayröcker, Mickey McGowan, Steve McLafferey, Bruce McLean, Alessandro Mendini, Gerhard Merz, Olaf Metzel, Branda Miller, Minus Delta t, Franz Mon, Andrej Monastyrski, Meredith Monk, Charles W. Moore, Robert Morris, Jasper Morrison, Tim Morrisen, Charles Morrow, Aleksandr Mosolow, Muchamor, Heiner Müller
- N Massimo Nannucci, Maurizio Nannucci, Mauricio della Nave, Joseph Nechvatal, Weselvold Nekrassow, Wolfgang Nestler, Boris Nieslony, Vladimir Nicolic, Maria Nordman, Ladislav Novák, Danyle Nyst & Jacques-Louis Nyst
- O Marcel Odenbach, Jürgen O. Olbrich, Pauline Olivero, Yōko Ono, Julian Opie, Anna Oppermann, Tony Oursler
- P Nam June Paik, Charlemagne Palestine, Oskar Pastior, Gustav Peichl, Giuseppe Penone, PENTAGON, Arthur Petronio, Francis Picabia, Pablo Picasso, Steve Piccolo, Hermann Pitz, platform, Robert HP Platz, Fabrizio Plessi, Paul Pörtner, Wolfgang Preikschat, Dmitri Prigow, Bernhard Prinz, proT
- Q Carlo Quartucci
- R David Rabinowitch, Norbert Radermacher, Horaţiu Rădulescu, Società Raffaello Sanzio, Fritz Rahmann, Raskin Stichting, Dan Reves, Bruno Reichlin, Fabio Reinhart, Guglielmo Renzi, Gerhard Richter, Joachim Ringelnatz, Amadeo Roldán, Tim Rollins & KOS, Ulrike Rosenbach, Rachel Rosenthal, Aldo Rossi, Jerome Rothenberg, Rübenspäher, Lew Rubinstein, Ulrich Rückriem, Eugeniusz Rudnik, Gerhard Rühm, Tomás Ruller, Steve Ruppendahl, Luigi Russolo, Walther Ruttmann
- S Annamaria Sala, Marzio Sala, John Sanborn, Denis Santachiara, Carles Santos Ventura, Jurij Saporin, Julião Sarmento, Erik Satie, Pierre Schaeffer, R. Murray Schafer, Paul Scheerbart, David Schein, Winfried Scheurer, Arleen Schloss, Dieter Schnebel, Helmut Schober, Rob Scholte, Alf Schuler, Thomas Schulz, Thomas Schütte, Buky Schwartz, Fritz Schwegler, Kurt Schwitters, Walter Serner, Richard Serra, Michel seuphor, Ferran Garcia Sevilla, Roman Signer, SITE, Michael Smith, Snowball Project, Susana Solano, Ettore Sottsass, Adriano Spatola, Serge Spitzer, Klaus Staeck, Elsa Stansfield, Philippe Starck, Ronald Steckel, Lisa Steele, Gertrude Stein, Florian Steinbiß, Demetrio Stratos, Studio Azzurro & Compagnia Corsetti, Akio Suzuki
- T Mark Tansey, Anne Tardos, Relly Tarlo & Jacoba Bedaux, Ilse Teipelke, Nahum Tevet, Kim Tomczak, TOTEM, George Trakas, Triple Vision, Nakai Tsuneo, Tzadyk Kohayn, Tristan Tzara
- U Ulay, Micha Ullman, Oswald Mathias Ungers
- V Edgar Varése, Ruggero Vasary, Woody Vasulka, Edin Velez, Jan Vercruysse, Dziga Vertov, Jaques Vieille, Xavier Vilaverde, Bill Viola, Thomas Virnich, Paul de Vree
- W Manfred Wakolbinger, Jeff Wall, Franz Erhard Walther, David Ward, Zibigiew Warpechowski, Stefan Wewerka, Robert Wilson, Michael Witlatschil, Krzysztof Wodiczko, Silvio Wolf, Erich Wonder, Wolf Wondratschek, Bill Woodrow, Paul Wühr, Stephan Wunderlich
- Y Mika Yoshizawa, Graham Young
- Z Wilhelm Zobel

## Opere rimaste permanentemente a Kassel
- documenta-Signet zur d8 von Karl Oskar Blase - Luogo: Giardini di Karl Oskar Blase, Kuhbergstraße 47